# D'Oraita e D'Rabbanan
I concetti di de-'oraita (in ebraico דאורייתא‎?) e de-rabbanan  (in ebraico דרבנן‎?) sono usati estensivamente nelle discussioni e testi relativi alla Legge ebraica (Halakhah). Il primo si riferisce ai requisiti halakhici che sono imposti biblicamente, mentre il secondo si riferisce ai requisiti halakhici che sono imposti rabbinicamente.  In aramaico de-'oraita significa "dalla Torah" e de-rabbanan significa "dai nostri rabbini".

## Applicazioni
Molti sono gli esempi di questi due termini. Una di queste applicazioni compare nelle leggi relative alla preghiera dopo i pasti. Ci sono quattro benedizioni contenute in questa preghiera postprandiale, e mentre le prime tre sono imposte biblicamente, la quarta benedizione è stata aggiunta molto più tardi nella storia ebraica ed è stata imposta dai rabbini (Bavli Berakhot 45b). Le prime tre benedizioni vengono quindi indicate come de-'oraita e l'ultima benedizione come de-rabbanan. Sebbene questa distinzione abbia avuto ramificazioni pratiche nell'era talmudica in rapporto a determinati casi in cui si potrebbe essere esentati dall'obbligo di recitare la quarta benedizione, ora tali interpretazioni sono principalmente accademiche.
Un altro esempio sono i comandamenti che riguardano la famosa frase "Non farai cuocere un capretto nel latte di sua madre" (Deuteronomio 14:21). Da questo versetto i rabbini fanno derivare molte leggi del kasherut. Si potrebbe pensare che ciò le  renderebbero de-rabbanan perché sono fatta derivare dai rabbini, ma le leggi in realtà sono de-'oraita perché derivate mediante l'interpretazione della Torah. D'altro canto, l'estensione di tale divieto al mangiare pollo insieme a latte è de-rabbanan in quanto è originato da una specifica promulgazione rabbinica.